# Born This Way (canción)
«Born This Way» es una canción interpretada por la cantante estadounidense Lady Gaga, coescrita y coproducida por ella y Jeppe Laursen, Fernando Garibay y DJ White Shadow, e incluida en el homónimo segundo álbum de estudio de la cantante, Born This Way, de 2011. Fue compuesta a manera de canción electropop de tiempo común, en la cual Gaga habla sobre el amor y la igualdad en la sociedad, tanto de personas homosexuales como heterosexuales, siendo considerada como el «himno de los marginados». El sencillo se publicó el 11 de febrero de 2011.
Durante febrero de 2011 «Born This Way» se convirtió en el primer sencillo internacional del álbum. Los críticos de música contemporánea calificaron positivamente a la canción, siendo considerada por muchos medios como un «himno disco que pisa fuerte», a pesar de ser comparada con «Express Yourself» de Madonna. A tan solo cinco días de estar a la venta, «Born This Way» logró vender más de un millón de copias mundialmente, coronándose como la canción que más rápido lo consigue en iTunes. El éxito del sencillo fue manifestado en países como Estados Unidos, Canadá, Australia, Nueva Zelanda e Irlanda, donde «Born This Way» debutó en el primer puesto de las listas musicales de canciones. Paralelamente, se convirtió en la canción n.º 1000 que logra ser un éxito número uno en los Estados Unidos, rompiendo récords de ventas y de radios durante su primera semana. Con todo, «Born This Way» se convirtió en un éxito número uno en 24 países, entre ellos Japón, siendo la segunda canción de un artista no-japonés que lo logra, Francia, Alemania y otros países. En suma, la canción vendió en 2011 un total de 8 200 000 copias alrededor del mundo. No obstante, una remezcla de la canción, producido por Starsmith, fue incluido en el disco Songs for Japan, cuyo propósito era recaudar fondos para ayudar a las víctimas del terremoto y tsunami de Japón de 2011.
El video musical fue escrito por la propia cantante y dirigido por Nick Knight, y fue recibido positivamente. De acuerdo con la cantante, el video trata sobre el nacimiento de una nueva raza que no tiene prejuicios y que su principal ambición en la vida es inspirar a la unidad y a la solidaridad. Por otro lado, con respecto a la promoción de la canción, Lady Gaga interpretó por primera vez «Born This Way» el 13 de febrero de 2011 en los premios Grammy, y luego, a partir del 19 de febrero de 2011, la cantante comenzó a interpretar la canción en su gira The Monster Ball Tour, haciendo de esta el cierre del concierto.

## Antecedentes
En una entrevista con el fan site Gagadaily.com, la cantante reveló que había compuesto «Born This Way» en Liverpool, Inglaterra, diciendo: «[La canción] es el himno de nuestra generación. Lo escribí para ti, por ti, cuando yo estaba en Liverpool, escribí la mejor música que he escrito». El nombre de la canción se dio a conocer junto con el del álbum en los premios MTV Video Music Awards 2010, cuando la cantante fue a recibir el premio al Vídeo del año a «Bad Romance», Allí, cantó una estrofa de la canción:

I'm beautiful in my way, 'cause God makes no mistakes; I'm on the right track, baby, I was Born This Way
«Soy hermosa a mi manera, porque Dios no comete errores; estoy en el camino correcto, cariño, yo nací de esta manera»
Fragmento de letra de «Born This Way».

El 1 de enero de 2011, mediante su cuenta de Twitter, Gaga dio a conocer una nueva estrofa de la canción: don't hide yourself in regret, just love yourself and you're set —en español: «No te escondas en el arrepentimiento, sólo ámate a ti mismo y listo»—. Luedo, el domingo 23 de enero de 2011, fue lanzado en la página oficial de la cantante un reloj cuenta atrás para la canción. El 27 de enero de 2011, la cantante dio a conocer otro parte de la letra de «Born This Way». Durante el resto del día, Gaga envió fragmentos de letra a distintos medios, entre ellos a Billboard, dando a entender que quería hacer conocer la letra. Ello fue confirmado cuando puso en su Twitter Are you ready for the full lyrics?! Can we trend #bornthiswaylyrics!? —en español: «¿Están listos para la letra entera?! Podremos hacer tendencia #bornthiswaylyrics!?»—. El hashtag «#bornthiswaylyrics» no tardó en hacerse tendencia, lo que llevó a Gaga a decir «It's #1 worldwide! That was fast! You're so radical! Here you [go] Monsters, this one's for you», revelando así la letra entera de la canción. 
En una entrevista con la revista musical Billboard, el DJ White Shadow, coproductor de la canción, comentó que «el sonido de "Born This Way" lo hizo Gaga» y que la grabaron «en todo el mundo, en la carretera, en lo que hubiera disponible». Si bien había sido planeada para ser lanzada oficialmente el 13 de febrero de 2011 en los premios Grammy, la canción fue estrenada el 11 de febrero de 2011. Así se confirmó cuando la cantante dijo en su Twitter:

«No puedo esperar más, el sencillo saldrá el viernes ∇»
Lady Gaga

El 8 de febrero de 2011, la cantante publicó en su Twitter la portada del sencillo con la frase «Trois Jours», que en español significa «tres días». El jueves 24 de marzo de 2011, Gaga anunció mediante su cuenta de Twitter que el día 25 de marzo de 2011 lanzaría una nueva versión de la canción, la cual fue denominada como «Born This Way (versión Country Road)». De acuerdo con la cantante, las recaudaciones de la misma están destinadas para la caridad. Finalmente, el 25 de marzo de 2011, Gaga publicó un enlace con el audio de la canción, revelando así que la producción de la nueva versión estuvo a cargo de la propia cantante y Fernando Garibay. Además de ello, Gaga añadió un fragmento de canción inédito:

«If I wanna make it country, baby, it's ok, 'Cause I was born, I was born, I was born this way. London, Paris, Japan back to U.S.A., yeah I was born on the road, I was born to be brave»
«Si yo lo quiero hacer country, cariño, está bien, porque yo nací, yo nací, yo nací de esta manera. Londrés, París, Japón, vuelvo a Estados Unidos, yo nací en el camino, yo nací para ser valiente»
Fragmento de letra de la versión country de «Born This Way».

## Composición
La canción fue escrita por Lady Gaga y coproducida por ella, Fernando Garibay y Paul Blair, también conocido como DJ White Shadow. De acuerdo con una partitura publicada en Musicnotes.com por Sony/ATV Music Publishing, «Born This Way» se encuentra en un compás de 4/4, con un ritmo moderado de 120 pulsaciones por minuto. Está compuesta en la tonalidad de si mayor, mientras que la voz de Gaga abarca un registro de fa3 a do5.
En una entrevista con la revista Harper's Bazaar, la cantante comentó que «no escribió "Born This Way", sino que ha sido Alexander McQueen, quien se canaliza a través de ella». Además de ello, Gaga añadió que escribió la canción inmediatamente después de su muerte.

## Recepción

### Comentarios de la crítica
«Born This Way» recibió críticas positivas, a pesar de ser comparada con «Express Yourself» de Madonna. Michael Cragg, crítico del periódico británico The Guardian, comentó que la canción «es triunfante, casi un himno disco que pisa fuerte a lo largo hasta que el coro se bloquea con el peso de un vestido de carne desechado. Líricamente, es todo sobre amarte a ti mismo por como eres y de “no seas una drag, se una reina”». Rick Florino del sitio web Artist Direct dijo que «nadie puede llevar un gancho como Lady Gaga» y que el coro de la canción «es nada menos que un monstruo». También afirmó que «Born This Way» es «de inmediato un clásico del pop», calificando así a la canción con 5 de 5 estrellas. Alison Schwartz de la revista People dio una crítica positiva de la canción diciendo que «es un himno para los clubes nocturnos, con unos cuantos cantos a capela y letras italianas, mostrando la potencia del rango vocal de Gaga — y la habilidad para escribir canciones de gran alcance». De igual manera, la revista Billboard dio una crítica positiva comentando que «es un himno inmediato para las pistas de baile que casa los ritmos fuertes con la poderosa potencia de Gaga, su distintiva voz y su letras sobre las razas y la sexualidad que te dicen un sincero "en-tu-cara"». Jem Aswad también de Billboard opninó que «Born This Way» tiene un «sonido único gigantesco, con un ritmo pulsante y un mensaje de amarse a sí mismo que está destinado para las pistas de baile, las radios de los autos, computadoras y radios que estará durante semanas». Nick Levine del sitio británico Digital Spy condecoró a la canción con 5 de 5 estrellas, describiéndola como «un himno para las pistas de baile, una canción que te hará pararte cuando estés en el club, un pop fantástico».
Sal Cinquemani de Slant Magazine también dio una crítica positiva diciendo que «el mensaje de la canción es, sin duda, lo que la juventud del mundo necesita escuchar, ahora más que nunca. Y no puedo pensar en una mejor mensajera para decirlo» y consideró a la canción como un himno. Por otro lado, el músico y amigo de Gaga, Elton John, declaró a la revista Rolling Stone que la canción es «el himno que va a destruir a "I Will Survive"». Meghan Casserly de la revista estadounidense Forbes dio una revisión positiva comentando que «Born This Way» es el mejor himno jamás escrito — sigue la recete precisa. Un himno que le habla a cada persona en el planeta - homosexuales, heterosexuales, bisexuales o transexuales - y que pide ser cantado. El sitio web Popjustice criticó de manera positiva a la canción, declarando que:

«Es muy sencilla y la producción está lejos de ser aburrida. Suena muy bien y no se parece en nada a lo que Gaga había hecho. Es un sonido fresco y la canción es un himno a la libertad».
Popjustice

Rob Sheffield de la revista estadounidense Rolling Stone calificó a la canción con 4 estrellas de 5, y dijo que «Born This Way» resume «todo el complejo mito en el que se está convirtiendo Gaga, todas sus angustias políticas y religiosas en una explosión de pop brillante». MTV Latinoamérica calificó a la canción como «divertida, poderosa y exagerada» y que tiene «una potente letra y música influenciada por el dance de los '90». El crítico Neil McCormick del periódico británico The Daily Telegraph, señaló que la naturaleza imitativa de «Born This Way» podría afectar la percepción del arte de Lady Gaga, pues sostuvo que ésta era una nueva versión de «Express Yourself» con un toque de «Vogue», ambas canciones de Madonna. Tras ello, el crítico sostuvo que «Born This Way» es un poco demasiado Madonna como para alguien que está intentando establecer su propia identidad en la industria de la música, como es el caso de Lady Gaga. Sin embargo, también resaltó el lado positivo de la canción diciendo que «no tiene arreglos ni ajustes, Gaga puede cantar realmente, que quizá ahí es de donde saca ventaja ante Madonna». El crítico del sitio web About.com, Bill Lamb, condecoró a la canción con 5 de 5 estrellas, y comentó que «las letras de himnos funcionan perfectamente, las voces son fuertes y claras. Es un momento emocionante para ser un fanático del pop, y Lady Gaga es la razón #1. Acá no hay dudas, "Born This Way" será un éxito pop #1». Eloi Vázquez de El País declaró que «la primera escucha causa extrañeza. "Born This Way" podría ser una canción discotequera de una diva del country comercial como Shania Twain. No solo la melodía del estribillo guarda evidentes semejanzas con "Express Yourself" de Madonna, sino que su espíritu va como anillo al dedo a la enésima vuelta de tuerca que Gaga da a la misma temática. Ser raro no es malo. Yo soy así y así seguiré. Nunca cambiaré. Aunque tras varias escuchas se aprecie ya el potencial de la canción para convertirse en el éxito planetario que de cualquier modo habría sido, "Born This Way" solo puede calificarse como una decepción en toda regla».

### Desempeño comercial
«Born This Way» obtuvo una recepción totalmente positiva, llegando a vender en 2011 más de 8 200 000 copias a nivel mundial, de acuerdo con la Federación Internacional de la Industria Fonográfica, convirtiéndose así en una de las diez canciones más exitosas del año. Para diciembre de 2020, «Just Dance» superó las 13 millones de copias vendidas a nivel mundial, convirtiéndose en uno de los sencillos más vendidos de todos los tiempos. Para diciembre de 2020, «Born This Way» superó las 10 millones de copias vendidas a nivel mundial, convirtiéndose en uno de los sencillos más vendidos de todos los tiempos.
En los Estados Unidos, «Born This Way» logró un gran éxito desde las primeras horas de su estreno. La canción fue lanzada el 11 de febrero en la tienda en línea de iTunes y tardó solamente tres horas en llegar al primer puesto, convirtiendo a Gaga en la artista que más rápido consiguió dicho logro hasta agosto de 2012, que dicho récord fue superado por «We Are Never Ever Getting Back Together» de Taylor Swift. Durante los días 11, 12 y 13 de febrero de 2011, logró acumular 4 602 reproducciones récords en las radios de género pop, haciendo que la canción debutara en el puesto número catorce de la lista de Billboard Pop Songs. De acuerdo con Nielsen BDS, en los 18 años de historia que tiene la lista Pop Songs, «Born This Way» registró el segundo mejor debut, solo detrás de Mariah Carey con su tema «Dreamlover». En tan solo cinco días en la radio y tres días a la venta digitalmente, «Born This Way» rompió todo tipo de récords en los Estados Unidos. Por un lado, en lo referido a las ventas digitales, la canción debutó en el primer puesto de la lista Digital Songs gracias a sus 448 000 copias vendidas, las cuales convirtieron a Gaga en la artista femenina con mejores ventas durante su primera semana. Ello tras superar a «Hold It Against Me» de Britney Spears, la que un mes antes debutó con 411 000 copias digitales. Simultáneamente, «Born This Way» se alzó como la tercera canción con mayores ventas digitales durante su primera semana en el país, solo tras Flo Rida con «Right Round» y The Black Eyed Peas con «Boom Boom Pow», las cuales vendieron 636 000 y 465 000 copias digitales respectivamente. Por otro lado, en lo referente a las radios y al airplay, debutó en la sexta posición del conteo Radio Songs con una audiencia de 78,5 millones. Dicha audiencia fue un récord, ya que la canción logró superar a «All for You» de Janet Jackson, la cual había debutado en la novena posición del ranking de radios con una audiencia de 70 millones. Así, Gaga marcó el mejor debut en la historia de la lista. Con todo, debutó en la edición del 26 de febrero en el primer puesto de Billboard Hot 100, convirtiéndose en la decimonovena canción que logra debutar en la cima del conteo. Paralelamente, se convirtió en la milésima canción que logra alcanzar el primer puesto en los 52 años de historia que tiene la lista. Gaga, ante dicho logro, declaró que:

«Es un tremendo honor ser la n° 1000 en Billboard... sería tonta si no dijera que es uno de los mayores honores de mi carrera. Me siento tan humilde y honrada por la recepción de "Born This Way". Ha sido un cambio de vida para mí como artista, y entre Billboard, los número uno internacionales y los números de radio ... no podría estar más bendecida de tener a los fans que tengo».
Lady Gaga

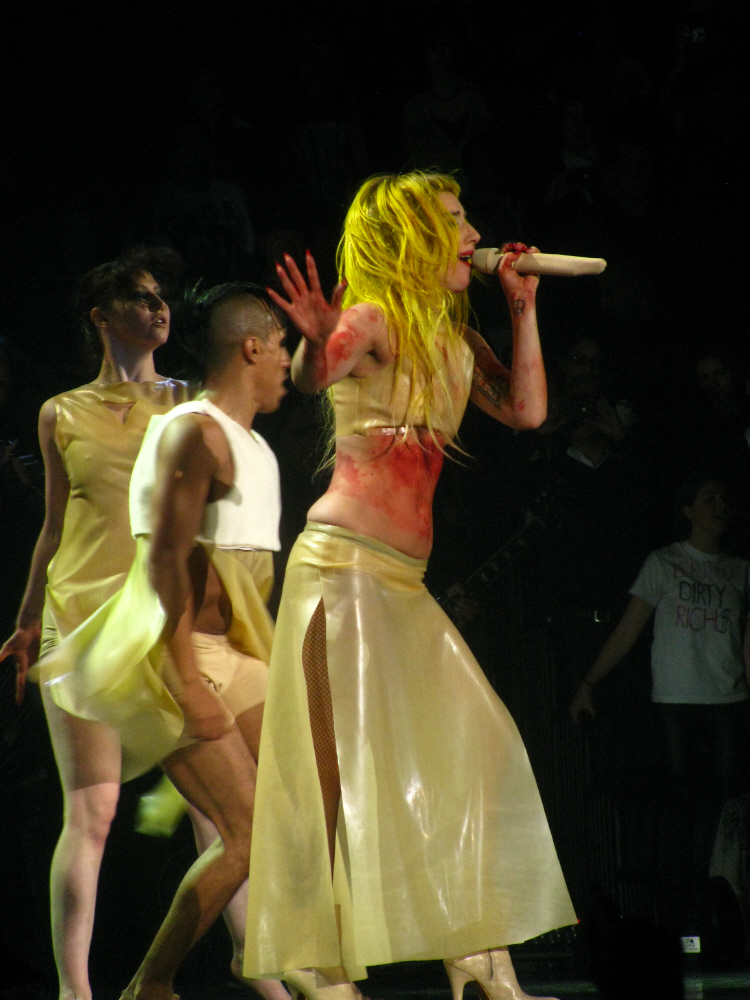
Gaga cantando «Born This Way» el 3 de marzo de 2011, en Canadá.

En su segunda semana en los Estados Unidos, logró mantenerse en el Billboard Hot 100 con más de 509 000 copias digitales vendidas, lo que representa un 14% de incremento respecto a su primera semana. Así, en tan solo 10 días, logró vender 957 000 copias, convirtiéndose en la segunda canción que logra mejores ventas durante sus dos primeras semanas, tras Flo Rida con «Right Round», que vendió más de un millón de copias. Asimismo, se convirtió en la primera canción desde 2003 que debuta en el número uno y logra mantenerse en su segunda semana, luego de que Clay Aiken con «This Is The Night», siendo la primera y hasta ahora única canción de la era digital que lo hace. En la edición del 12 de marzo de 2011, «Born This Way» se mantuvo en el número uno Billboard Hot 100 por tercera semana consecutiva, tras vender 286 000 copias digitales. Con ello, logró mantenerse por tercera semana consecutiva en el primer puesto de Digital Songs. Al cumplirse un mes de su lanzamiento, cuarta semana de la canción en el país, logró mantenerse en la misma posición tanto del Billboard Hot 100 como en Digital Songs con 231 000 copias vendidas. Durante su quinta semana, siguió en el primer puesto de la lista con 176 000 copias legales. No obstante, «E.T.» de Katy Perry con Kanye West superó en descargas digitales a «Born This Way», arrebatándole el primer puesto en Digital Songs. En su sexta semana en los Estados Unidos, el sencillo logró vender digitalmente más de 182 000 copias y en formato físico 24 000 copias, con lo que «Born This Way» se mantuvo en el número uno por sexta y última semana. Paralelamente, la canción ascendió del número tres al uno en la lista Radio Songs, convirtiéndose en el segundo sencillo de Gaga que lo hace, tras «Paparazzi». Por otro lado, durante su séptima semana, ascendió al primer puesto de Pop Songs, siendo así el séptimo número uno de la cantante. Hasta el 25 de febrero de 2018, había vendido 4.2 millones de copias en los Estados Unidos.
El 13 de febrero de 2011, «Born This Way» debutó en la lista británica UK Singles Chart. Luego de ser lanzada el 11 de febrero a las 14:00 p. m., solo le bastaron 34 horas a la canción para vender más de 60 000 copias digitales y debutar en el tercer puesto en Reino Unido. En su segunda semana en el Reino Unido, «Born This Way» repitió el tercer puesto de la lista con más de 82 487 copias del sencillo vendidas. Hasta enero de 2025, la canción había vendido 1.4 millones de unidades en el Reino Unido. También debutó en el número uno en Canadá, luego de vender 44 000 descargas digitales récords, las que convirtieron a «Born This Way» en la canción con mejores ventas durante su primera semana, superando a The Black Eyed Peas con «The Time (Dirty Bit)», que habían logrado vender 38 000 copias digitales. En Oceanía debutó en el primer puesto en Nueva Zelanda y también en Australia. Luego, fue certificado como platino en Nueva Zelanda por sus 15 000 copias vendidas y cuatro discos de platino en Australia por sus 280 000 copias vendidas. En Europa, debutó en el primer lugar en Irlanda, España, Finlandia, y en los Países Bajos y en el segundo en Noruega, Suecia y en Bélgica, subiendo luego al número uno en Bélgica, Suecia y Suiza.

## Video musical
El video musical de «Born This Way» fue rodado entre los días 22, 23 y 24 de enero de 2011. Fue escrito por la propia Lady Gaga y dirigido Nick Knight, y tuvo estreno el 28 de febrero de 2011. La coreografía estuvo a cargo de Laurieanne Gibson, quien se refirió a la misma como «algo que cambiará vidas». En una entrevista con la Radio 1's Greg James, la cantante explicó de qué trataba el video diciendo que:

«Es la historia sobre el nacimiento de una nueva raza. Una raza que no tiene prejuicios y que su principal ambición en la vida es inspirar a la unidad y a la solidaridad. La canción es muy significativa para mí, así que quería hacer algo que realmente muestre lo que estaba pasando por mi cabeza al escribir "Born This Way"».
Lady Gaga

### Trama

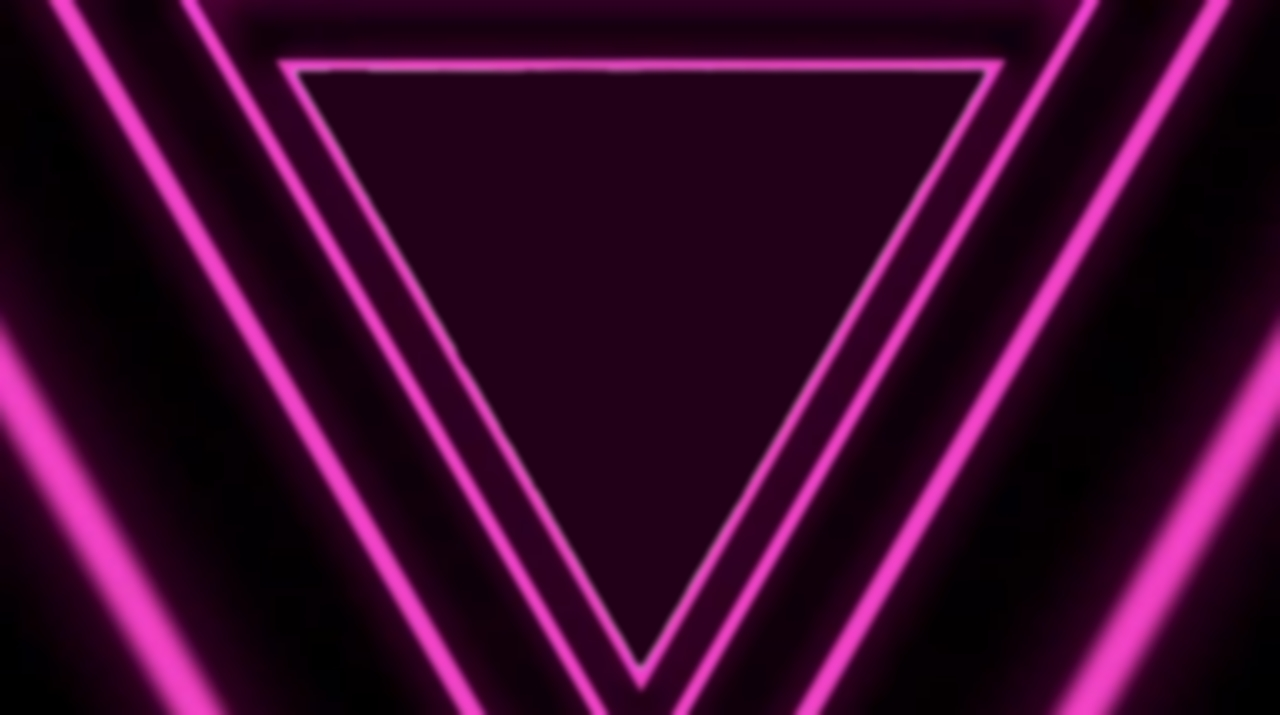
Al inicio del video de «Born This Way» aparecen varios triángulos rosas, los cuales representan a la comunidad gay. El símbolo surgió en la Alemania nazi, y recuerda el exterminio de homosexuales durante el nazismo.

El video comienza con un breve plano de la silueta de un unicornio en un callejón lleno de vapor, dentro de un marco rosa en forma de triángulo invertido. Seguidamente, el triángulo empieza a acercarse hacia donde se encuentra Lady Gaga, sentada en un trono en medio de un espacio lleno de estrellas. Allí comienza una narrativa en la que Gaga declara «este es el manifiesto de la madre monstruo». Así comienza a contar la historia de la creación de una raza dentro de los seres humanos, libre de prejuicios. A medida que continúa, Gaga explica que el mismo día en el que la nueva raza nació, el mal también nació. El prólogo concluye con la cantante preguntándose «¿cómo puedo proteger algo tan perfecto sin maldad?».
Rápidamente, empieza a sonar la canción mientras que Gaga camina alrededor de los bailarines. Durante el primer verso, los bailarines se van levantando poco a poco del suelo, mientras que se muestran escenas alternas de Gaga sentada en su trono en el espacio. En el segundo verso, Gaga y Rick Genest, también conocido como Zombie Boy, aparecen vestidos con trajes formales. En dicha escena, Gaga aparece con la cara totalmente maquillada, imitando los tatuajes que posee Genest en su cara. Alternando escenas, se muestra a Gaga acariciando y tratando de bailar con él, aunque el hombre permanece inmóvil. Cuando el coro suena por segunda vez, Gaga canta en una sala de espejos, mientras que su cabeza se exhibe en una caja de cristal entre varias cabezas de maniquíes extrañamente distorsionada. En las escenas siguientes, una vez más se muestra en su trono dando a luz a más miembros de la nueva raza. Varias más coreografías son realizadas por Gaga y sus bailarines, y cuando la canción termina, todos se reúnen en un círculo y un abrazo conjunto. 
Al final del video, se muestra la silueta de Gaga con zapatos y guantes brillantes que aparece realizando un baile en un callejón haciendo homenaje a Michael Jackson. En la siguiente escena se muestra a Gaga con afilados cuernos que sobresalen de la cara, ojos brillantes, el pelo desigual, y una brecha clara entre sus dientes frontales. Ella arroja una sola lágrima mientras aunque todavía parece feliz. El marco en forma de triángulo aparece de nuevo, y dentro de ella, una silueta de Gaga, sentada encima del unicornio en el ambiente lleno de vapor que se muestra al principio. Una ciudad se ve en el fondo y aparece un arco iris por encima de ella. La escena final es un primer plano de Gaga en su maquillaje zombi, mascando goma de mascar y haciendo una burbuja del mismo, mientras que al mismo tiempo el triángulo rosado va desapareciendo lentamente.

## Interpretaciones en directo

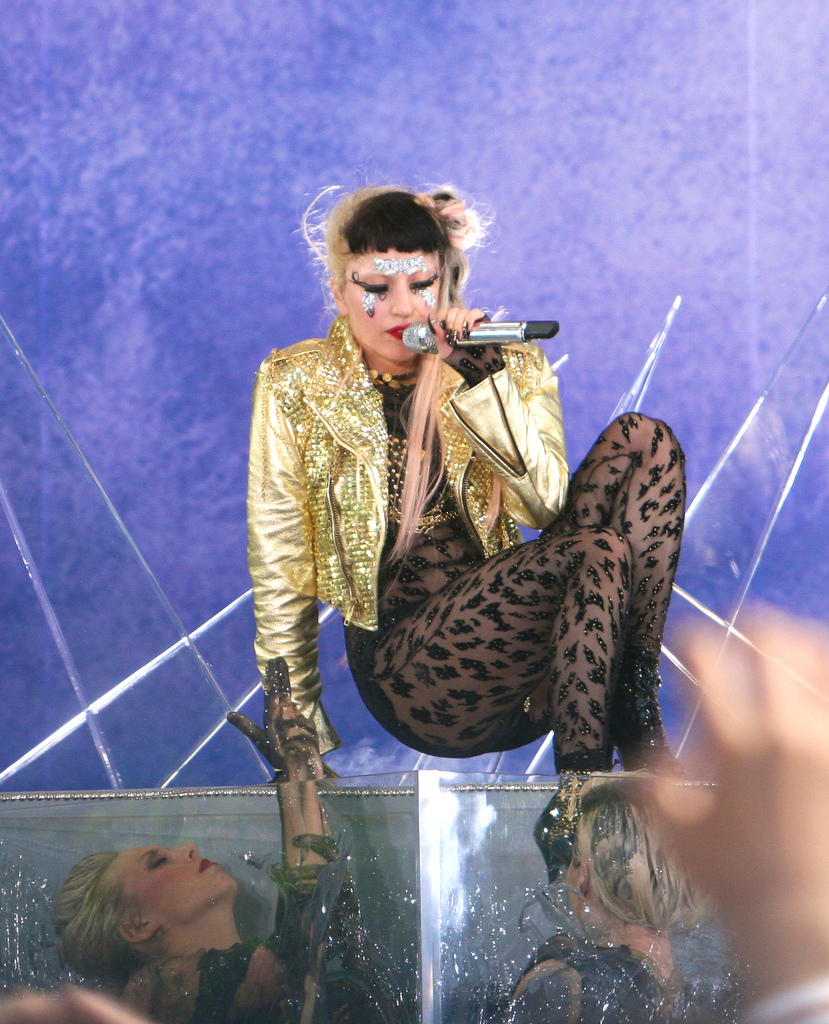
Lady Gaga interpretando "Born This Way" en su concierto de GMA, 2011.

La primera presentación de «Born This Way» fue el 13 de febrero de 2011 en los premios Grammy. A partir del 19 de febrero de 2011, Gaga comenzó a interpretar la canción en su gira The Monster Ball Tour, haciendo de esta el cierre del concierto. El 21 de mayo de 2011, Gaga interpretó «Born This Way», junto con «The Edge of Glory» y «Judas», en el programa de televisión estadounidense Saturday Night Live. El 27 de mayo durante el Summer Concert Series del programa de televisión Good Morning America, la cantante interpretó «Born This Way» junto con otras canciones del álbum. El 9 de junio de 2011, Gaga interpretó la canción en la final de Germany's Next Top Model. La cantante, quien utilizó una peluca color verde azulado, cantó pequeños fragmentos de «Scheiße», sentándose luego en el piano a interpretar «Born This Way». Al finalizar la canción, comenzó a sonar «The Edge of Glory» y Gaga empezó a caminar a lo largo de la pasarela donde había colocadas dos guillotinas con las palabras «sexo» y «dinero» respectivamente. La cantante pasó por medio de ellas y luego esquivó una tercera guillotina que decía «vanidad». El 28 de julio de 2011, la cantante realizó un concierto para el programa nocturno estadounidense Jimmy Kimmel Live!, donde interpretó «Born This Way» junto a «Yoü and I», «Hair», «The Edge of Glory» y «Judas», todas pertenecientes a Born This Way. El 24 de septiembre de 2011, la cantante se presentó en el iHeartRadio Music Festival, donde cantó «Born This Way» junto con canciones de sus álbumes The Fame, The Fame Monster y Born This Way: «Just Dance», «Poker Face», «LoveGame», «Paparazzi», «Bad Romance», «Telephone», «Alejandro», «Judas», «The Edge of Glory», «Yoü and I», «Hair» y «Scheiße». Además de ello, interpretó junto al cantante británico Sting otras dos canciones: «Stand By Me», perteneciente a Ben E. King, y «King of Pain» de The Police. El 31 de diciembre de 2011, en vísperas de año nuevo, la cantante se presentó en el Times Square, Nueva York, Estados Unidos. Allí, cantó hasta el primer coro de «Heavy Metal Lover», e interpretó en un medley entre «Marry the Night» y «Born This Way».
El 16 de noviembre de 2013, Gaga apareció como conductora e invitada especial del programa Saturday Night Live. Allí presentó «Do What U Want» usando un traje plateado decorado con pequeños espejos. Por primera vez, R. Kelly apareció junto a la cantante para interpretar la canción. Durante el espectáculo, ambos realizaron una serie de actos sexuales, primero Gaga tomó la entrepierna del rapero y más tarde este hizo algunas flexiones sobre la cantante simulando una relación sexual. Más tarde, la intérprete cambió su vestuario e interpretó «Gypsy» en un piano rosa. Durante la noche también cantó una versión jazz de «Applause» y «Born This Way». El 8 de diciembre de 2013, cerró el Jingle Bell Ball en Londres cantando «Poker Face», «Born This Way», «Aura», «Do What U Want» y otros temas. Durante todo el concierto, solo utilizó una chaqueta y un sostén de conchas plateadas, unos botines y una tanga color negro, y una peluca verde.
Gaga también interpretó «Born This Way» junto con «Just Dance», «Bad Romance», «G.U.Y.» y otras canciones durante su primera residencia de conciertos en el Roseland Ballroom de Manhattan, Nueva York. Después de más de 50 años de su inauguración, el 19 de octubre de 2013 se anunció oficialmente que el Roseland Ballroom cerraría sus puertas en abril de 2014 y, un mes más tarde, que Gaga sería la encargada de dar los últimos espectáculos del recinto. La cantante realizó los conciertos días 28, 30 y 31 de marzo y 2, 4, 6 y 7 de abril donde abrió el espectáculo con «Born This Way» en versión acústica. Para cerrar el cuarto acto del Artrave: The Artpop Ball Tour, Gaga se dirige al piano central del escenario e interpreta una versión acústica de «Born This Way» vestida con un body celeste con círculos de color rosa. En esta parte del concierto, invita a un fan aleatorio a subir al escenario a acompañarla. También hay que destacar que es la única canción de Born This Way (2011) que es interpretada durante la gira, aunque ha hecho interpretaciones espontáneas de «The Queen» y de «Hair».[cita requerida] El 5 de febrero de 2017, Gaga la interpretó en el espectáculo de medio tiempo del Super Bowl LI junto a otros de sus temas como «Million Reasons», «Poker Face», «Telephone», «Just Dance» y «Bad Romance». Durante la actuación, la cantó en el escenario principal usando un overol plateado. También la incluyó en el repertorio de sus giras Joanne World Tour y The Chromatica Ball, así como de su residencia Lady Gaga: Enigma.

## Versiones de otros artistas
Aún sin ser estrenada, Ryan Murphy, cocreador de Glee, comentó a Entertainment Weekly que la canción es «un himno» y que había obtenido el permiso de la cantante para hacer una versión de «Born This Way», la cual apareció en un episodio basado en la canción. El 9 de febrero de 2011, en el programa de televisión estadounidense The Ellen DeGeneres Show, James Blunt, Ellen DeGeneres y Justin Bieber hicieron su propia versión de «Born This Way», ya que la canción aún no había sido estrenada. Katy Perry cantó la versión acústica de «Born This Way» en su gira California Dreams Tour el 7 de marzo en París. Se hizo otra versión para la banda sonora de la película Alvin y las Ardillas 3, por último, Madonna incluyó un mash-up de esta canción y Express Yourself en el The MDNA Tour.
[cita requerida] El 4 de junio de 2021, el cantante Orville Peck realizó una versión de la canción, específicamente de la versión Country Road, que fue posteriormente incluida en la reedición de Born This Way titulada Born This Way The Tenth Anniversary.

## Controversias

### Acusaciones de racismo
La canción ha ganado críticas de personas que afirman que el uso de la letra con términos como «chola» y «oriental» para describir a las comunidades latina y asiática es ofensivo y despectivo. En respuesta a la letra, Robert Paul Reyes de Newsblaze.com declaró que si bien estaba de acuerdo con la postura de la letra pro-gay, cuestionó el uso del término «chola», preguntando: «¿Se supone que los latinos deban estar agradecidos de que una superestrella blanca, nacida con privilegios, incluya una nota racista sobre nuestra comunidad? No todas las mujeres latinas son "cholas" en el barrio, algunas de ellas son profesoras, escritoras, ingenieras, enfermeras y médicas».

Malasia, país donde «Born This Way» fue censurada por su letra.

### Censura en Malasia
En las estaciones de radio de Malasia, país ubicado en el sureste de Asia, «Born This Way» fue censurada debido a que su letra se refiere a la comunidad LGBT. Ello surge a raíz del fragmento «No matter gay, straight or bi, lesbian, transgendered life, I'm on the right track, baby —en español: No importa si eres gay, hetero o bisexual, lesbiana o transexual, estoy en el camino correcto, cariño—». La censura se debió a que en el país no se debe «ofender al oyente con el mensaje de aceptación. No se debe publicitar un estilo de vida que no corresponde con los valores de su país», ya que sino serán multados por el gobierno. En una entrevista con The Associated Press, un operador de AMP Radio Networks comentó que «la canción en particular se puede considerar como ofensiva si se compara con las creencias religiosas y sociales en Malasia. La cuestión de ser gay, lesbiana o bisexual todavía se considera como tabú por los malayos en general». En una entrevista con Google, se le preguntó a la cantante que opinaba al respecto, lo que llevó a Gaga a declarar que:

«Bueno, obviamente no estoy de acuerdo con esto, de lo contrario no habría puesto expresamente esas palabras en una canción que yo sabía que iba a estar dentro del Top 40 de la radio. Lo que yo diría a todos los jóvenes de Malasia que quieren esas palabras se toquen en la radio, es su trabajo y es su deber como jóvenes el que los escuchen. Deben hacer todo lo que se pueda para liberar a su sociedad: deben actuar, no deben parar, deben protestar -de forma pacífica. No creo en la violencia. No creo en la negatividad. No hay ninguna razón para ser despectivo. Sólo tienes que seguir luchando por lo que crees. No puedo decirte cuántas veces recibo llamadas telefónicas de las estaciones de televisión [pidiéndome] para editar una sección del vídeo y les digo: Bueno, entonces no lo haré. Si no quieren tocarlo, no tienen que hacerlo. Eso es todo. Porque si el artista está constantemente moldeandonos, cambiando y coartando lo que hacemos por la máquina, entonces el artista pasa a formar parte de la máquina. No quiero ser parte de la máquina. Quiero que la máquina sea parte de mí».
Lady Gaga

El activista malayo Pang Khee Teik, cofundador de la organización Sexuality Independence, criticó la decisión de los organismos de radiodifusión comentando que «los medios de comunicación deben ser una plataforma para las voces marginadas y para crear un entendimiento, no para perpetuar la ignorancia y el odio. Lady Gaga estaba intentando hacer frente a esto mismo en su canción. ¿Cómo se atreven a tocar esta canción y cortar su brillante corazón?».

## Lista de canciones
- Descarga digital

| Born This Way — Single |                 |          |  |
| N.º                    | Título          | Duración |  |
| 1.                     | «Born This Way» | 4:20     |  |

| Born This Way: The Remixes EP — Parte 1 |                                             |          |  |
| N.º                                     | Título                                      | Duración |  |
| 1.                                      | «Born This Way» (LA Riots Remix)            | 6:33     |  |
| 2.                                      | «Born This Way» (Chew Fu Born to Fix Remix) | 5:53     |  |
| 3.                                      | «Born This Way» (DJ White Shadow Remix)     | 4:24     |  |

| Born This Way: The Remixes EP — Parte 2 |                                          |          |  |
| N.º                                     | Título                                   | Duración |  |
| 1.                                      | «Born This Way» (Michael Woods Remix)    | 6:24     |  |
| 2.                                      | «Born This Way» (Dada Life Remix)        | 5:15     |  |
| 3.                                      | «Born This Way» (Zedd Remix)             | 6:30     |  |
| 4.                                      | «Born This Way» (Grum Remix)             | 5:48     |  |
| 5.                                      | «Born This Way» (Bimbo Jones Club Remix) | 6:46     |  |
| 6.                                      | «Born This Way» (Twin Shadow Remix)      | 4:05     |  |

| Born This Way — The Country Road Version |                                            |          |  |
| N.º                                      | Título                                     | Duración |  |
| 1.                                       | «Born This Way» (The Country Road Version) | 4:21     |  |

- Sencillo en CD

| Sencillo en CD — Estados Unidos. |                                             |          |  |
| N.º                              | Título                                      | Duración |  |
| 1.                               | «Born This Way»                             | 4:20     |  |
| 2.                               | «Born This Way» (LA Riots Remix)            | 6:33     |  |
| 3.                               | «Born This Way» (Chew Fu Born to Fix Remix) | 5:53     |  |
| 4.                               | «Born This Way» (DJ White Shadow Remix)     | 4:24     |  |

## Posicionamiento en listas

### Semanales
| Alemania          | German Singles Chart      | 1  |
| Australia         | Australian Singles Chart  | 1  |
| Austria           | Austrian Singles Chart    | 1  |
| Bélgica (Flandes) | Ultratop 50 Singles       | 1  |
| Bélgica (Valonia) | Ultratop 40 Singles       | 3  |
| Canadá            | Canadian Hot 100          | 1  |
| Dinamarca         | Danish Singles Chart      | 2  |
| Escocia           | Scottish Singles Chart    | 1  |
| Eslovaquia        | Radio Top 100 Chart       | 1  |
| España            | Spanish Singles Chart     | 1  |
| Estados Unidos    | Billboard Hot 100         | 1  |
| Estados Unidos    | Pop Songs                 | 1  |
| Estados Unidos    | Digital Songs             | 1  |
| Estados Unidos    | Dance/Club Play Songs     | 1  |
| Estados Unidos    | Dance/Mix Show Airplay    | 1  |
| Estados Unidos    | Adult Contemporary        | 22 |
| Estados Unidos    | Adult Pop Songs           | 7  |
| Estados Unidos    | Latin Pop Songs           | 10 |
| Estados Unidos    | Rhythmic                  | 12 |
| Finlandia         | Finnish Singles Chart     | 1  |
| Francia           | SNEP                      | 2  |
| Grecia            | Digital Song Sales        | 1  |
| Hungría           | Hungarian Singles Chart   | 2  |
| Irlanda           | Irish Singles Chart       | 1  |
| Italia            | Italian Singles Chart     | 2  |
| Japón             | Japan Hot 100             | 1  |
| Noruega           | Norwegian Singles Chart   | 2  |
| Nueva Zelanda     | New Zealand Singles Chart | 1  |
| Países Bajos      | Single Top 100            | 1  |
| Polonia           | Polish Airplay Chart      | 1  |
| Portugal          | Digital Song Sales        | 3  |
| Reino Unido       | UK Singles Chart          | 3  |
| República Checa   | Radio Top 100 Chart       | 8  |
| Suecia            | Swedish Singles Chart     | 1  |
| Suiza             | Swiss Singles Chart       | 1  |

- Ver lista de predecesores y sucesores

| Anterior: «The Time (Dirty Bit)» de The Black Eyed Peas                            | Spanish Singles Chart — Sencillo N° 1 13 de febrero de 2011 — 27 de febrero de 2011                                      | Siguiente: «Solamente tú» de Pablo Alborán                  |
| Anterior: «Who's That Girl?» de Guy Sebastian con Eve                              | New Zealand Singles Chart — Sencillo N° 1 14 de febrero de 2011 — 28 de febrero de 2011                                  | Siguiente: «Price Tag» de Jessie J con B.o.B.               |
| Anterior: Selvä Päivä de Petri Nygård                                              | Finnish Singles Chart — Sencillo N° 1 15 de febrero de 2011 — 1 de marzo de 2011                                         | Siguiente: «On The Floor» de Jennifer Lopez con Pitbull     |
| Anterior: «Price Tag» de Jessie J con B.o.B.                                       | Irish Singles Chart — Sencillo N° 1 17 de febrero de 2011 — 24 de febrero de 2011                                        | Siguiente: «Price Tag» de Jessie J con B.o.B.               |
| Anterior: «Je vecht nooit alleen» de 3js                                           | Dutch Top 40 — Sencillo N° 1 19 de febrero de 2011 — 26 de febrero de 2011                                               | Siguiente: «Rolling in the Deep» de Adele                   |
| Anterior: «S&M» de Rihanna                                                         | Australian Singles Chart — Sencillo N° 1 21 de febrero de 2011 — 28 de febrero de 2011                                   | Siguiente: «S&M» de Rihanna                                 |
| Anterior: «Grenade» de Bruno Mars                                                  | Swedish Singles Chart — Sencillo N° 1 25 de febrero de 2011 — 4 de marzo de 2011                                         | Siguiente: «Grenade» de Bruno Mars                          |
| Anterior: «Price Tag» de Jessie J con B.o.B.                                       | Scottish Singles Chart — Sencillo N° 1 26 de febrero de 2011 — 5 de marzo de 2011                                        | Siguiente: «Someone Like You» de Adele                      |
| Anterior: «Black and Yellow» de Wiz Khalifa                                        | US Billboard Hot 100 — Sencillo N° 1 26 de febrero de 2011 — 9 de abril de 2011                                          | Siguiente: «E.T.» de Katy Perry con Kanye West              |
| Anterior: «I Need A Doctor» de Dr. Dre con Eminem y Skylar Grey                    | Hot Digital Songs — Sencillo N° 1 26 de febrero de 2011 — 26 de marzo de 2011                                            | Siguiente: «E.T.» de Katy Perry con Kanye West              |
| Anterior: «Grenade» de Bruno Mars                                                  | Canadian Hot 100 — Sencillo N° 1 26 de febrero de 2011 — 16 de abril de 2011                                             | Siguiente: «On The Floor» de Jennifer Lopez con Pitbull     |
| Anterior: «Rolling In The Deep» de Adele                                           | Belgian Singles Chart (Flandes) — Sencillo N° 1 26 de febrero de 2011 — 5 de marzo de 2011                               | Siguiente: «On The Floor» de Jennifer Lopez con Pitbull     |
| Anteriores: «Grenade» de Bruno Mars «Grenade» de Bruno Mars                        | Swiss Singles Chart — Sencillo N° 1 27 de febrero de 2011 — 6 de marzo de 2011 20 de marzo de 2011 — 27 de marzo de 2011 | Siguientes: «Grenade» de Bruno Mars «Grenade» de Bruno Mars |
| Anterior: «Grenade» de Bruno Mars                                                  | German Singles Chart — Sencillo N° 1 18 de marzo de 2011 — 1 de abril de 2011                                            | Siguiente: «Grenade» de Bruno Mars                          |
| Anterior: «Hello» de Martin Solveig & Dragonette                                   | Austrian Singles Chart — Sencillo N° 1 18 de marzo de 2011 — 15 de abril de 2011                                         | Siguiente: «On The Floor» de Jennifer Lopez con Pitbull     |
| Anterior: «Tonight (I'm Lovin' You)» de Enrique Iglesias con Ludacris y DJ Frank E | Billboard Radio Songs — Sencillo N° 1 2 de abril de 2011 — 9 de abril de 2011                                            | Siguiente: «Fuck You!» de Cee Lo Green                      |
| Anterior: «Fuckin' Perfect» de Pink                                                | Billboard Pop Songs — Sencillo N° 1 9 de abril de 2011 — 16 de abril de 2011                                             | Siguiente: «Fuck You!» de Cee Lo Green                      |
| Anterior: «On The Floor» de Jennifer Lopez con Pitbull                             | Billboard Dance/Club Play Songs — Sencillo N° 1 16 de abril de 2011 — 23 de abril de 2011                                | Siguiente: «E.T.» de Katy Perry con Kanye West              |
| Anterior: «Utsukushiki Hitobito no Uta» de Maximum the Hormone                     | Japan Hot 100 — Sencillo N° 1 11 de abril de 2011 — 18 de abril de 2011                                                  | Siguiente: «Kazoe Uta» de Mr.Children                       |

### Certificaciones
| País           | Organismo certificador | Certificación      | Ventas certificadas | Ref.           |
| -------------- | ---------------------- | ------------------ | ------------------- | -------------- |
| Alemania       | BVMI                   | Platino            | 300 000             | [ 185 ]        |
| Australia      | ARIA                   | 8× Platino         | 560 000             | [ 103 ]        |
| Bélgica        | IFPI — Bélgica         | Oro                | 15 000              | [ 186 ]        |
| Brasil         | ABPD                   | Diamante           | 160 000             | [ 187 ]        |
| Canadá         | CRIA                   | 9× Platino         | 720 000             | [ 188 ]        |
| Corea del Sur  | Gaon Music Chart       | -                  | 64 330              |                |
| Dinamarca      | IFPI — Dinamarca       | Platino            | 30 000              | [ 189 ]        |
| España         | PROMUSICAE             | Platino            | 20 000              | [ 190 ]        |
| Estados Unidos | RIAA                   | 6× Platino         | 6 000               | [ 191 ]        |
| Italia         | FIMI                   | 2× Platino         | 60 000              | [ 192 ]        |
| Japón          | RIAJ                   | Diamante (digital) | 1 000               | [ 193 ]        |
| Japón          | RIAJ                   | Platino (ringtone) | 250 000             | [ 193 ]        |
| Noruega        | IFPI — Noruega         | 6× Platino         | 60 000              | [ 194 ]        |
| Nueva Zelanda  | RIANZ                  | Platino            | 15 000              | [ 195 ]        |
| Reino Unido    | BPI                    | 2× Platino         | 1 400 000           | [ 99 ] [ 196 ] |
| Suecia         | IFPI — Suecia          | 5× Platino         | 200 000             | [ 197 ]        |
| Suiza          | IFPI — Suiza           | Platino            | 30 000              | [ 198 ]        |

## Premios y nominaciones
El sencillo «Born This Way» fue nominado en distintas ceremonias de premiación. A continuación, una lista de las candidaturas que obtuvo:
| Año  | Ceremonia de premiación          | Premio                                     | Resultado | Ref.    |
| ---- | -------------------------------- | ------------------------------------------ | --------- | ------- |
| 2011 | MTV Video Music Awards           | Mejor vídeo femenino                       | Ganador   | [ 199 ] |
| 2011 | MTV Video Music Awards           | Mejor vídeo con mensaje                    | Ganador   | [ 199 ] |
| 2011 | MTV Video Music Awards Japan     | Vídeo del año                              | Ganador   | [ 200 ] |
| 2011 | MTV Video Music Awards Japan     | Mejor vídeo femenino                       | Ganador   | [ 200 ] |
| 2011 | MTV Video Music Awards Japan     | Mejor vídeo dance                          | Ganador   | [ 200 ] |
| 2011 | MTV Europe Music Awards          | Canción del año                            | Ganador   | [ 201 ] |
| 2011 | MTV Europe Music Awards          | Vídeo del año                              | Ganador   | [ 201 ] |
| 2011 | MuchMusic Video Awards           | Vídeo internacional favorito               | Ganador   | [ 202 ] |
| 2011 | Vh1 "Do Something!"              | Mejor canción de caridad                   | Nominado  | [ 203 ] |
| 2011 | Teen Choice Awards               | Mejor sencillo                             | Nominado  | [ 204 ] |
| 2011 | 4 Music Video Honours Awards     | Mejor vídeo                                | Nominado  | [ 205 ] |
| 2011 | The Record of the Year           | Grabación del año                          | Ganador   | [ 206 ] |
| 2012 | Virgin Media Music Awards        | Mejor vídeo                                | Ganador   | [ 207 ] |
| 2012 | Virgin Media Music Awards        | Mejor canción                              | Ganador   | [ 208 ] |
| 2012 | NRJ Music Awards                 | Mejor vídeo                                | Nominado  | [ 209 ] |
| 2012 | Japan Gold Disc Awards           | Canción del año por descarga               | Ganador   | [ 210 ] |
| 2012 | International Dance Music Awards | Mejor canción dance pop                    | Nominado  | [ 211 ] |
| 2012 | Billboard Japan Music Awards     | Canción contemporánea para adultos del año | Ganador   | [ 212 ] |
| 2012 | Billboard Japan Music Awards     | Canción digital y radial del año           | Ganador   | [ 212 ] |

## Historial de lanzamientos
| País           | Fecha                 | Formato                                     | Ref.                  |
| -------------- | --------------------- | ------------------------------------------- | --------------------- |
| Estados Unidos | 11 de febrero de 2011 | Top 40 y Rhythmic                           | [ 34 ] [ 35 ] [ 213 ] |
| Alemania       | 11 de febrero de 2011 | Descarga digital                            | [ 214 ] [ 215 ]       |
| Australia      | 11 de febrero de 2011 | Descarga digital                            | [ 216 ]               |
| Bélgica        | 11 de febrero de 2011 | Descarga digital                            | [ 217 ]               |
| Dinamarca      | 11 de febrero de 2011 | Descarga digital                            | [ 218 ]               |
| España         | 11 de febrero de 2011 | Descarga digital                            | [ 219 ]               |
| Finlandia      | 11 de febrero de 2011 | Descarga digital                            | [ 220 ]               |
| Francia        | 11 de febrero de 2011 | Descarga digital                            | [ 221 ]               |
| Irlanda        | 11 de febrero de 2011 | Descarga digital                            | [ 222 ]               |
| Japón          | 11 de febrero de 2011 | Descarga digital                            | [ 223 ]               |
| Noruega        | 11 de febrero de 2011 | Descarga digital                            | [ 224 ]               |
| Nueva Zelanda  | 11 de febrero de 2011 | Descarga digital                            | [ 225 ]               |
| Países Bajos   | 11 de febrero de 2011 | Descarga digital                            | [ 226 ]               |
| Portugal       | 11 de febrero de 2011 | Descarga digital                            | [ 227 ]               |
| Reino Unido    | 11 de febrero de 2011 | Descarga digital                            | [ 228 ]               |
| Suecia         | 11 de febrero de 2011 | Descarga digital                            | [ 229 ]               |
| Suiza          | 11 de febrero de 2011 | Descarga digital                            | [ 230 ]               |
| Estados Unidos | 15 de febrero de 2011 | Airplay                                     | [ 231 ]               |
| Estados Unidos | 15 de marzo de 2011   | Sencillo en CD                              | .                     |
| Alemania       | 11 de marzo de 2011   | The Remixes EP Parte 1 — Descarga digital   | [ 232 ]               |
| Australia      | 11 de marzo de 2011   | The Remixes EP Parte 1 — Descarga digital   | [ 233 ]               |
| Bélgica        | 11 de marzo de 2011   | The Remixes EP Parte 1 — Descarga digital   | [ 234 ]               |
| Dinamarca      | 11 de marzo de 2011   | The Remixes EP Parte 1 — Descarga digital   | [ 235 ]               |
| España         | 11 de marzo de 2011   | The Remixes EP Parte 1 — Descarga digital   | [ 236 ]               |
| Finlandia      | 11 de marzo de 2011   | The Remixes EP Parte 1 — Descarga digital   | [ 237 ]               |
| Francia        | 11 de marzo de 2011   | The Remixes EP Parte 1 — Descarga digital   | [ 238 ]               |
| Irlanda        | 11 de marzo de 2011   | The Remixes EP Parte 1 — Descarga digital   | [ 239 ]               |
| Japón          | 11 de marzo de 2011   | The Remixes EP Parte 1 — Descarga digital   | [ 240 ]               |
| Noruega        | 11 de marzo de 2011   | The Remixes EP Parte 1 — Descarga digital   | [ 241 ]               |
| Nueva Zelanda  | 11 de marzo de 2011   | The Remixes EP Parte 1 — Descarga digital   | [ 242 ]               |
| Portugal       | 11 de marzo de 2011   | The Remixes EP Parte 1 — Descarga digital   | [ 243 ]               |
| Reino Unido    | 11 de marzo de 2011   | The Remixes EP Parte 1 — Descarga digital   | [ 244 ]               |
| Suecia         | 11 de marzo de 2011   | The Remixes EP Parte 1 — Descarga digital   | [ 245 ]               |
| Suiza          | 11 de marzo de 2011   | The Remixes EP Parte 1 — Descarga digital   | [ 246 ]               |
| Canadá         | 15 de marzo de 2011   | The Remixes EP Parte 1 — Descarga digital   | [ 247 ]               |
| Estados Unidos | 15 de marzo de 2011   | The Remixes EP Parte 1 — Descarga digital   | [ 248 ]               |
| Alemania       | 25 de marzo de 2011   | The Remixes EP Parte 2 — Descarga digital   | [ 249 ]               |
| Australia      | 25 de marzo de 2011   | The Remixes EP Parte 2 — Descarga digital   | [ 250 ]               |
| Bélgica        | 25 de marzo de 2011   | The Remixes EP Parte 2 — Descarga digital   | [ 251 ]               |
| España         | 25 de marzo de 2011   | The Remixes EP Parte 2 — Descarga digital   | [ 252 ]               |
| Finlandia      | 25 de marzo de 2011   | The Remixes EP Parte 2 — Descarga digital   | [ 253 ]               |
| Francia        | 25 de marzo de 2011   | The Remixes EP Parte 2 — Descarga digital   | [ 254 ]               |
| Irlanda        | 25 de marzo de 2011   | The Remixes EP Parte 2 — Descarga digital   | [ 255 ]               |
| Noruega        | 25 de marzo de 2011   | The Remixes EP Parte 2 — Descarga digital   | [ 256 ]               |
| Nueva Zelanda  | 25 de marzo de 2011   | The Remixes EP Parte 2 — Descarga digital   | [ 257 ]               |
| Portugal       | 25 de marzo de 2011   | The Remixes EP Parte 2 — Descarga digital   | [ 258 ]               |
| Reino Unido    | 25 de marzo de 2011   | The Remixes EP Parte 2 — Descarga digital   | [ 259 ]               |
| Suecia         | 25 de marzo de 2011   | The Remixes EP Parte 2 — Descarga digital   | [ 260 ]               |
| Suiza          | 25 de marzo de 2011   | The Remixes EP Parte 2 — Descarga digital   | [ 261 ]               |
| Canadá         | 29 de marzo de 2011   | The Remixes EP Parte 2 — Descarga digital   | [ 262 ]               |
| Estados Unidos | 29 de marzo de 2011   | The Remixes EP Parte 2 — Descarga digital   | [ 263 ]               |
| Alemania       | 5 de abril de 2011    | The Country Road Version — Descarga digital | [ 264 ]               |
| Australia      | 5 de abril de 2011    | The Country Road Version — Descarga digital | [ 265 ]               |
| Bélgica        | 5 de abril de 2011    | The Country Road Version — Descarga digital | [ 266 ]               |
| Canadá         | 5 de abril de 2011    | The Country Road Version — Descarga digital | [ 267 ]               |
| Dinamarca      | 5 de abril de 2011    | The Country Road Version — Descarga digital | [ 268 ]               |
| España         | 5 de abril de 2011    | The Country Road Version — Descarga digital | [ 269 ]               |
| Estados Unidos | 5 de abril de 2011    | The Country Road Version — Descarga digital | [ 270 ]               |
| Finlandia      | 5 de abril de 2011    | The Country Road Version — Descarga digital | [ 271 ]               |
| Francia        | 5 de abril de 2011    | The Country Road Version — Descarga digital | [ 272 ]               |
| Irlanda        | 5 de abril de 2011    | The Country Road Version — Descarga digital | [ 273 ]               |
| Japón          | 5 de abril de 2011    | The Country Road Version — Descarga digital | [ 274 ]               |
| Noruega        | 5 de abril de 2011    | The Country Road Version — Descarga digital | [ 275 ]               |
| Nueva Zelanda  | 5 de abril de 2011    | The Country Road Version — Descarga digital | [ 276 ]               |
| Portugal       | 5 de abril de 2011    | The Country Road Version — Descarga digital | [ 277 ]               |
| Reino Unido    | 5 de abril de 2011    | The Country Road Version — Descarga digital | [ 278 ]               |
| Suecia         | 5 de abril de 2011    | The Country Road Version — Descarga digital | [ 279 ]               |
| Suiza          | 5 de abril de 2011    | The Country Road Version — Descarga digital | [ 280 ]               |

## Créditos
- Lady Gaga: composición y coproducción.
- Fernando Garibay: coproducción.
- DJ White Shadow: coproducción

Fuente: MTV.